# Cànoves
Cànoves es una entidad de población española del municipio de Cánoves y Samalús, perteneciente a la provincia de Barcelona, en la comunidad autónoma de Cataluña.

## Toponimia
El nombre del lugar puede encontrarse referido con las grafías Canovas y Cànoves.

## Historia
Hacia mediados del siglo XIX, el lugar, que por entonces ya compartía municipio con Samalús, tenía contabilizada una población de 407 habitantes. Aparece descrito en el quinto volumen del Diccionario geográfico-estadístico-histórico de España y sus posesiones de Ultramar de Pascual Madoz de la siguiente manera:

CANOVAS: l. en la prov., aud. terr., c. g. y dióc. de Barcelona (8 horas), part. jud. de Granollers (2), es cab. del ayunt. que forma con el l. de Samalus. Consta de 50 ó 60 casas diseminadas en un llano circuido de cerros plantados de viña y bosque; goza de buena ventilacion; su clima es frio por la proximidad de las montañas de Monseñi, pero sano, las enfermedades comunes son pulmonias y algunas fiebres intermitentes, dimanadas tal vez de la humedad y cultivo del cáñamo; tiene una escuela de primeras letras dotada con 3,200 rs., y una igl. parr. (San Mucio), servida por un cura de primer ascenso, de provision real y ordinaria, y un sacristan nombrado por el párroco: el templo es espacioso en relación al corto vecindario; en su única nave hay dos altares colaterales y un coro á sus pies, y en el esterior una torre cuadrada con 4 campanas. El térm. confina N. Tagamanent y el llano de Carma; E. Vilamayor; S. Cardedeu, y O. Corró de Munt y Samalus; se estiende 2 horas de N. á S. y 1 de E. á O. Dentro de este radio, á 1 hora dist. al N., se encuentra una ermita ó capilla pública de propiedad particular, dedicada á San Salvador, en la cual se celebra misa el día de su titular. El terreno participa de monte y llano, todo es bastante feraz, con algunos bosques arbolados y de maleza; le fertiliza la riera de Vallfornes, llamada vulgarmente de Cardedeu, cuyas aguas dan impulso á las ruedas de dos molinos harineros. Los caminos son locales, de herradura y en regular estado. prod.: trigo, maiz, vino, aceite, cáñamo, legumbres y muchas patatas; cria ganado lanar y cabrio; caza de conejos, liebres, perdices, lobos y javalies. comercio: esportacion de los art. sobrantes, é importacion de los que faltan. pobl.: 64 vec., 407 alm. cap. prod.: 3.055,200. imp.: 76,380.
(Madoz, 1846, p. 468)

En 2022, la entidad singular de población tenía empadronados 1218 habitantes y el núcleo de población 351 habitantes.

## Patrimonio
En el lugar hay una iglesia bajo la advocación de San Mucio.